# Hontenisse
Hontenisse è un'ex-municipalità dei Paesi Bassi situata nella provincia della Zelanda. 
Soppressa il 1º gennaio 2003, il suo territorio, è stato accorpato a quello della municipalità di Hulst.